# Criminalidade em Trinidad e Tobago
Em abril de 2016, a população carcerária de Trindade e Tobago era superior a 3 700 prisioneiros. Em 1995, as taxas de violência eram maiores em relação à média que se registrava na maior parte de seus vizinhos caribenhos e as taxas de violência caíram para 3% em 1990. Propunha-se abolir a pena de morte mas a população resiste fortemente a isso.